# Cantón de Pierrefontaine-les-Varans
El cantón de Pierrefontaine-les-Varans era una división administrativa francesa, que estaba situada en el departamento de Doubs y la región de Franco Condado.

## Composición
El cantón estaba formado por veinte comunas:
- Consolation-Maisonnettes
- Domprel
- Flangebouche
- Fournets-Luisans
- Fuans
- Germéfontaine
- Grandfontaine-sur-Creuse
- Guyans-Vennes
- Landresse
- La Sommette
- Laviron
- Loray
- Orchamps-Vennes
- Ouvans
- Pierrefontaine-les-Varans
- Plaimbois-Vennes
- Vellerot-lès-Vercel
- Vennes
- Villers-Chief
- Villers-la-Combe

## Supresión del cantón de Pierrefontaine-les-Varans
En aplicación del Decreto n.º 2014-240 de 25 de febrero de 2014, el cantón de Pierrefontaine-les-Varans fue suprimido el 22 de marzo de 2015 y sus 20 comunas pasaron a formar parte del nuevo cantón de Valdahon.